# São Tomé de Meliapor
São Tomé de Meliapor foi um antigo território de Portugal no sudeste da Índia entre os anos de 1523 e 1662, e também entre 1687 e 1749. Em 1749, foi ocupada pelos britânicos. Foi a sede da Diocese de São Tomé de Meliapor. Atualmente é um bairro histórico da cidade de Madrasta (Chenai), capital do estado indiano do Tâmil Nadu, conhecido pelos nomes de Mylapore, Mayilāppūr e Thirumayilai.